# Karl Schembri
Karl Schembri (1978 en Malta) es un escritor y periodista maltés. Estudió sociología en la Universidad de Malta. Ha escrito dos novelas, Taħt il-Kappa tax-Xemx en 2002 y Il-manifest tal-killer en 2006. También es coautor de la antología poética Frekwenzi ta' Spriti fis-Sakra de 1997. 
Schembri es el editor del diario MaltaToday. Su trabajo como periodista comenzó con In-Nazzjon y Il-Mument en 1995. Ha trabajado con Bay Radio, The Malta Independent, The Malta Independent on Sunday y desde 2004 con MaltaToday. 